# Ragodeš
Ragodeš (cyr. Рагодеш) – wieś w Serbii, w okręgu pirockim, w mieście Pirot. W 2011 roku liczyła 138 mieszkańców.